# Bulbophyllum subligaculiferum
Bulbophyllum subligaculiferum är en orkidéart som beskrevs av Jaap J. Vermeulen. Bulbophyllum subligaculiferum ingår i släktet Bulbophyllum och familjen orkidéer.
Artens utbredningsområde är Gabon. Inga underarter finns listade i Catalogue of Life.